# どれみふぁワンダーランド
『どれみふぁワンダーランド』は、NHK・衛星第2テレビで放送されていた音楽バラエティ番組である。

## 概要
2008年7月26日に特別番組（BSエンターテイメント）として放送、2009年4月25日からレギュラー化され、2011年3月25日に放送終了した。
作曲家の宮川彬良とアカペラグループのRAG FAIRの企画・出演による、「概念やジャンルの垣根を超えた、自由な音楽の楽しみ方を提案する」コンセプトを元にした番組。
この番組では音楽そのものの奥深さに主眼が置かれており、様々な演出で音楽の多様性を映し出そうとしている。
原則毎週放送だったが、2009年度の新作の放送は20回（平均して月2回程度）だった。
2010年度は4月 - 7月は新作が月1回の放送となっていたが、9月以降は逆に月3回のペースで新作が放送されていた。2010年度で新作が放送されない週は「どれみふぁワンダーランドリサイクル」として、過去の作品に宮川と土屋礼央のコメントを挿入した番組が放送されていた。2011年3月25日の最終回は総集編であった（2010年度の放送は新作が19回、「どれみふぁワンダーランドリサイクル」が20回、総集編が1回）。2010年12月上旬には、放送前の作品を30分に編集した「どれみふぁワンダーランドの楽しみ方」という番組が放送された。
なお放送終了後の2011年4月からBSプレミアムにて『宮川彬良のショータイム』が開始（月1回程度放送）し、内容は本番組に近い「音楽バラエティ」となっている。

## 出演者
- 宮川彬良（愛称：アキラさん）
- 戸田恵子
- RAG FAIR

## 主なコーナー
音楽の深読み
ある楽曲やジャンル・作曲家について、宮川が独自の視点で解析を行う。
匠の技
スタジオミュージシャンや音楽業界の裏方として携わる人々を取材したVTRを見ながら宮川と土屋がコメントを加える。
音楽コント
RAG FAIRの6名による音楽をテーマにしたコント。
音楽トーク
レギュラー出演者が宮川のピアノの周りに一同にそろい、音楽について自由に語り合う。
ライブハウスOKEI
戸田がママを務めるライブハウスをゲストが訪ねるという設定で音楽に関するトークとライブ演奏を行う。
ライブセッション
宮川・戸田・RAG FAIRと、スタジオミュージシャン（平原まこと・数原晋など）によるライブパフォーマンス。
ソドレミアワー
各回の最後に放送。古今の名曲に「ソ・ド・レ・ミ」という音階で始まるものが非常に多いとして、視聴者がソドレミで始まる曲を探すというもの。

## 放送時間
- BS2 
  - 毎週土曜日 20:00 - 20:59（2009年度）
  - 毎週土曜日 22:00 - 22:59（2010年度）
日めくりタイムトラベルの放送がある日（月1回、原則として第2土曜日）は休止となる。
  - 毎週金曜日 16:45（先週の再放送）
- BS hi
プレミアム8にて不定期に再編集版が放送される。
  - 2009年度：金曜日 20:00 - 21:00
  - 2010年度：日曜日 20:00 - 21:00